# Orašje (Posavina)
Orašje es un municipio situado en el cantón de Posavina, en Bosnia y Herzegovina. Según el censo de 2013, tiene una población de 19 861 habitantes.
Se encuentra dentro del territorio de la Federación de Bosnia y Herzegovina.
La capital del municipio es la localidad homónima.

## Localidades
- Bok
- Bukova Greda
- Čović Polje
- Donja Mahala
- Jenjić
- Kopanice
- Kostrč
- Lepnica
- Matići
- Orašje
- Oštra Luka
- Tolisa
- Ugljara
- Vidovice